# Melanie Chisholm
Melanie Jayne Chisholm (* 12. ledna 1974 Whiston) je anglická zpěvačka, skladatelka a podnikatelka, světově známá z působení v dívčí skupině Spice Girls, kde měla přezdívku Sporty Spice. Během své sólové hudební kariéry používá přezdívku Melanie C. Dosud vyprodukovala čtyři studiová alba. Byla nominována na BRIT a ECHO Awards, koncem roku 2000 pak figurovala na prvním místě hitparády Billboard Dance Chart ve Spojených státech.
Je dosud nejúspěšnější britskou spoluautorkou největšího počtu singlů, které se umístily na prvním místě ve Spojeném království. V celkovém pořadí včetně mužských autorů je pak na třetí pozici za Lennonem a McCartneym.

## Osobní život

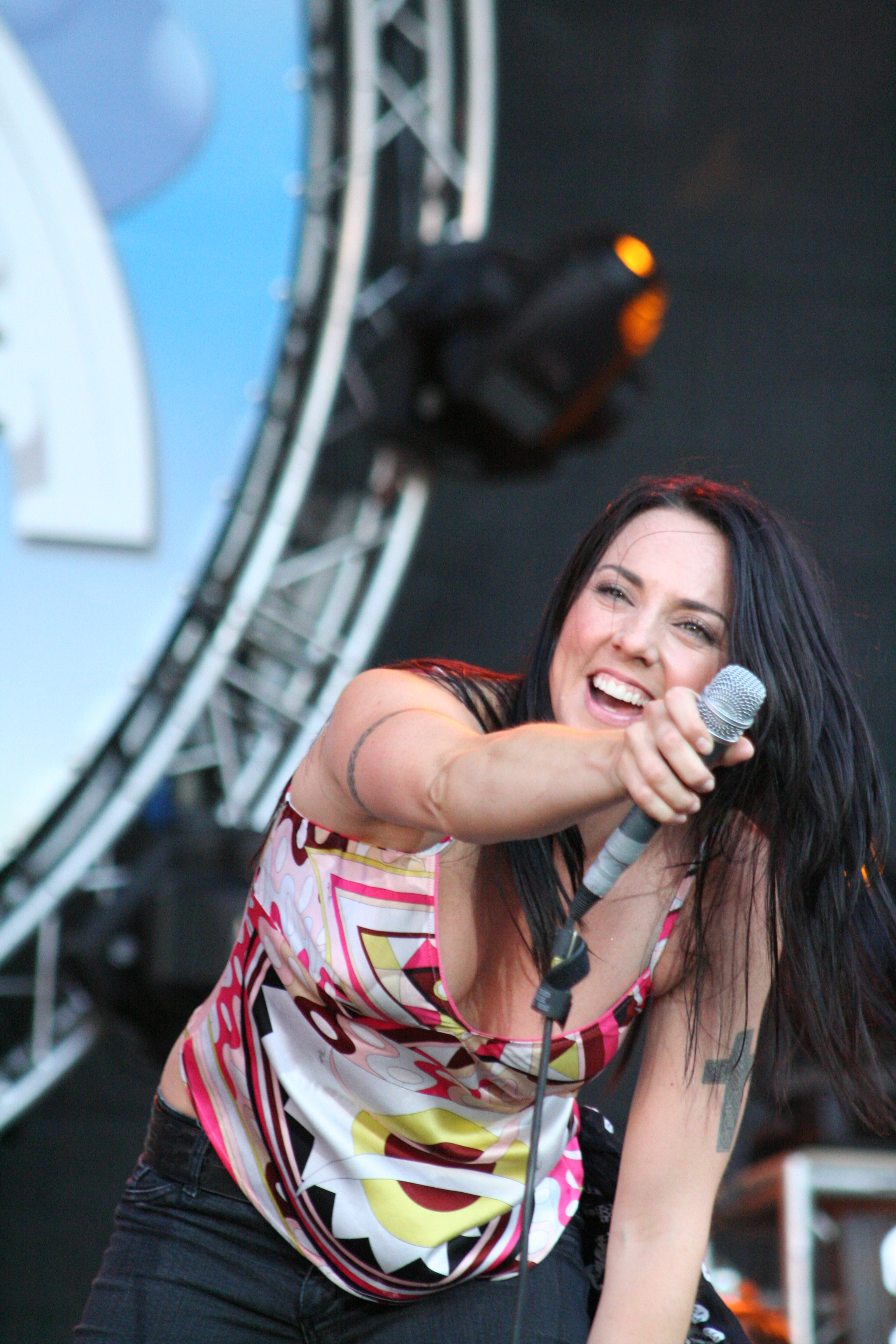
Arena Of Pop, 2006

Narodila se v roce 1974 ve Whistonu, Merseyside, předměstí Liverpoolu. Vyrůstala ve Widnesu. Školu zaměřenou na herecké umění navštěvovala ve Fairfieldu. Zde se věnovala především zpěvu a tanci. V patnácti letech, se účastnila dalších kurzů taneční, pěvecké a herecké průpravy na Doreen Bird College Užitého umění v Sidcupu, Kentu. Během studia zareagovala na inzerát v týdeníku The Stage, který oznamoval vznik nové hudební skupiny a hledal její členky. Jednalo se o budoucí Spice Girls. Školu opustila těsně před jejím dokončením a v roce 1994 se stala členku formace Spice Girls, která se tehdy jmenovala Touch. Roku 1996 dosáhla skupina prvního velkého hitu Wannabe, díky němuž se stala světově slavná.
První kroky sólové dráhy začala vytvářet koncem roku 1998, když nazpívala duet s kanadským zpěvákem Bryanem Adamsem When You're Gone. Debutové album Northern Star vydala o rok později. Po třetí desce Spice Girls Forever (2000), následoval jejich rozpad (2001). Druhé sólové studiové album Reason vydala v březnu 2003, v dubnu 2005 pak třetí desku Beautiful Intentions, již u své nahrávací společnosti Red Girl Records, po odchodu od Virgin Records. Na počátku roku 2007 vyprodukovala čtvrté album This Time a v září 2011 vydala pátou studiovou nahrávku The Sea.
Během listopadu 2007 byla obnovena skupina Spice Girls k vydání desky Greatest Hits a tříměsíčnímu propagačnímu turné. 6. prosince při první dvoudenní pauze série koncertů, Chisholm sólově vystoupila na akustickém koncertu v Los Angeles, opět pak v New Yorku a potřetí v kanadském Torontu. Během února 2008 se oficiálně vrátila na svou sólovou dráhu.
V roce 2009 vydala DVD z koncertu v Hard Rock Cafe v Manchesteru, který byl odehrán roku 2008. Podpořila jím Nadaci Carona Keatinga. DVD obsahuje také dvě nové skladby Blue Skies All the Way a Paris Burning.
V roce 2016 vydává nové solo album Version of Me. Během roku 2019 se účastnila Spice Girls´ reunion tour, ale i mnoha Pride festivalů. Ve spolupráci s jedním z předních londýnských LGBTQ klubů Sink the Pink vydala ve stejném roce nový solo singl High Heels. V březnu 2020 pak vydává singl Who I Am ze zatím nepojmenovaného připravovaného alba.

## Soukromý život
Její mladší polobratr Paul O'Neill je závodní automobilový jezdec.
Řadí se k fanouškům fotbalového klubu Liverpool FC, po němž nazvala soukromé hudební vydavatelství Red Girl Records a své nejoblíbenější hráče ironicky pokřtila na Spice Boys.
Během dovolené na Barbadosu v roce 2002 potkala partnera Thomase Starra, se kterým žije v Catbrooku, Monmouthshire. 22. února 2009 přivedla na svět v londýnské Portland Hospital dceru Scarlet Starr. Je tak poslední členkou skupiny Spice Girls, jež se stala matkou.
Otevřeně hovořila o svém boji s klinickou depresí a poruchou příjmu potravy. Známá je pro tetování, které jsou většinově inspirovány Východem – jsou mezi nimi lotosový květ, drak a tibetské symboly lásky a štěstí.

## Diskografie

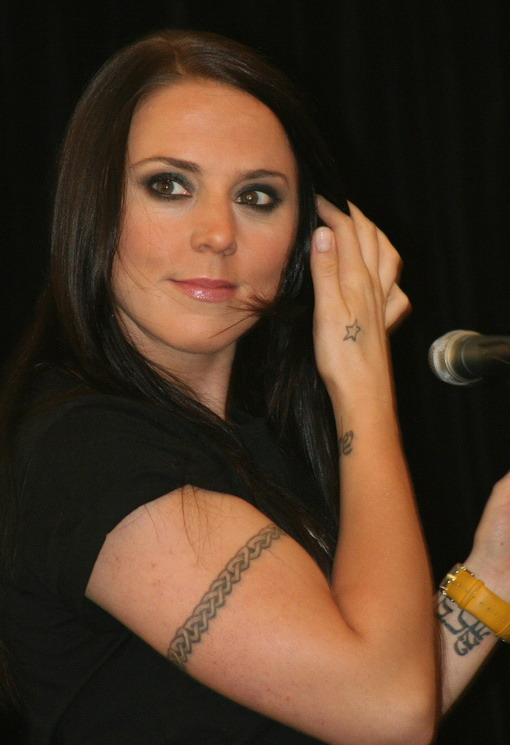

### Studiová alba
- 1999 – Northern Star
- 2003 – Reason
- 2005 – Beautiful Intentions
- 2007 – This Time
- 2011 – The Sea
- 2012 – Stages
- 2016 – Version of Me

### EP
- 2012 – The Night

## Koncertní turné
- 1999 – From Liverpool to Leicester Square
- 2000 – Northern Star UK Tour
- 2000 – Northern Star European Tour
- 2001 – Northern Star World Tour
- 2001 – Northern Star American Tour
- 2001 – Northern Star UK & Ireland Tour
- 2003 – Reason UK & Ireland Tour
- 2004 – The Barfly Mini-Tour
- 2005 – Beautiful Intentions European Tour
- 2005 – Beautiful Intentions German Tour
- 2008 – This Time Canadian Tour
- 2011/2012 – The Sea – Live

## DVD
- 2006 – Live Hits
- 2009 – Live at the Hard Rock Cafe